# Passione nera: discografia 1985-1993
Passione nera: discografia 1985-1993 è una raccolta dei Nerorgasmo pubblicata nel 2011 da F.O.A.D. Records in doppio LP.

## Descrizione
Il doppio album raccoglie tutto il materiale prodotto dai Nerorgasmo durante la loro carriera.

## Tracce
Disco 1
1. Nerorgasmo
2. Banchetto di lusso
3. Passione nera
4. Distruttore
5. Nato morto
6. Alla fine dell'impero
7. Una serata indimenticabile
8. Creatori falliti
9. Ansia
10. Nello specchio
11. Creatori falliti
12. Mai capirai
13. Io mi amo (Instrumental)
14. Creatori falliti
15. Banchetto di Lusso
16. Alla fine dell'impero
17. Io Sono La Tua Fine
18. Giorno
19. Questo È Quello Che Tu Vuoi
20. Freccia
21. Tutto Uguale
22. Mai capirai
23. Banchetto di lusso
24. Ansia
25. Nello specchio
26. Creatori falliti

Disco 2
1. Nerorgasmo
2. Io sono la tua fine
3. Creatori falliti
4. Freccia
5. Nato morto
6. Giorno
7. Banchetto di lusso
8. Tutto uguale
9. Mai capirai
10. Spirale
11. Questo è quello che tu vuoi
12. Ansia
13. Nello specchio
14. Passione nera
15. Fuochi opposti
16. Io mi amo
17. Distruttore
18. Perdendo un amico